# Puchar Polski w piłce siatkowej kobiet (1974/1975)
Puchar Polski w piłce siatkowej kobiet 1974/1975 (Puchar Polski o "Puchar Sportowca") – 19. sezon rozgrywek o siatkarski Puchar Polski, rozgrywany od 1932 roku.

## Klasyfikacja końcowa
| Miejsce | Drużyna          |
| ------- | ---------------- |
| 1.      | Zawisza Sulechów |
| 2.      | Start Łódź       |
| 3.      | Wisła Kraków     |
| 4.      | Polonia Świdnica |
| 5.      | Płomień Milowice |